# Rhachoepalpus beatus
Rhachoepalpus beatus là một loài ruồi trong họ Tachinidae.